# (22628) Michaelallen
(22628) Michaelallen est un astéroïde de la ceinture principale d'astéroïdes.

## Description
(22628) Michaelallen est un astéroïde de la ceinture principale d'astéroïdes. Il fut découvert le 22 mai 1998 à Socorro (Nouveau-Mexique) par le projet LINEAR. Il présente une orbite caractérisée par un demi-grand axe de 2,42 UA, une excentricité de 0,17 et une inclinaison de 3,2° par rapport à l'écliptique.

## Compléments